# Ryaan Sanizal
Ryaan Sanizal  (* 31. Mai 2002 in Singapur), mit vollständigen Namen Muhammad Ryaan bin Sanizal, ist ein singapurischer Fußballspieler.

## Karriere

### Verein
Ryaan Sanizal erlernte das Fußballspielen in der National Football Academy in Singapur. 2019 wechselte er zu den Tampines Rovers. Der Verein spielte in der ersten Liga, der Singapore Premier League. In seiner ersten Saison kam er auf zwei Einsätze in der ersten Liga und feierte am Ende die Vizemeisterschaft. Im November 2019 stand er mit dem Klub im Endspiel des Singapore Cup. Hier gewann man mit 2:0 gegen den Warriors FC. Den Singapore Community Shield gewann der Klub 2020. Das Spiel gegen Hougang United gewann man mit 3:0.

### Nationalmannschaft
Sein Debüt in der singapurischen Nationalmannschaft gab Sanizal in einem Qualifikationsspiel zur Asienmeisterschaft. Hier kam er am 14. Juni 2022 im Spiel gegen Myanmar zum Einsatz. Bei dem 6:2-Auswärtserfolg im Thuwanna-Stadion in Rangun stand er in der Startelf und wurde in der 71. Minute gegen Nur Adam Abdullah ausgewechselt.

## Erfolge
Tampines Rovers
- Singapurischer Vizemeister: 2019
- Singapore Cup: 2019
- Singapore Community Shield: 2020